# Hamza Bellouti
Hamza Bellouti (en arabe : حمزة بلوطي) est un footballeur international algérien né le 11 mai 1968 à Tlemcen. Il évoluait au poste de gardien de but.

## Biographie

### En club
Il évolue en première division algérienne avec les clubs du MC Oran où il a été champion d'Algérie en 1993, de l'USM Aïn Beïda et du MC Alger.

### En équipe nationale
Il honore une seule sélection en équipe d'Algérie en 1998. Son seul match avec Les Verts a eu lieu le 4 novembre 1998 contre le Bulgarie (nul 0-0).

## Palmarès
| MC Oran - Championnat d'Algérie (1) : - Champion : 1992-93. |  | CR Beni-Thour - Coupe d'Algérie (1) : - Vainqueur : 2000-01. |  | USM Aïn Beïda - Coupe de la Ligue d'Algérie : - Finaliste : 1995-96. |